# Schronisko dla bezdomnych

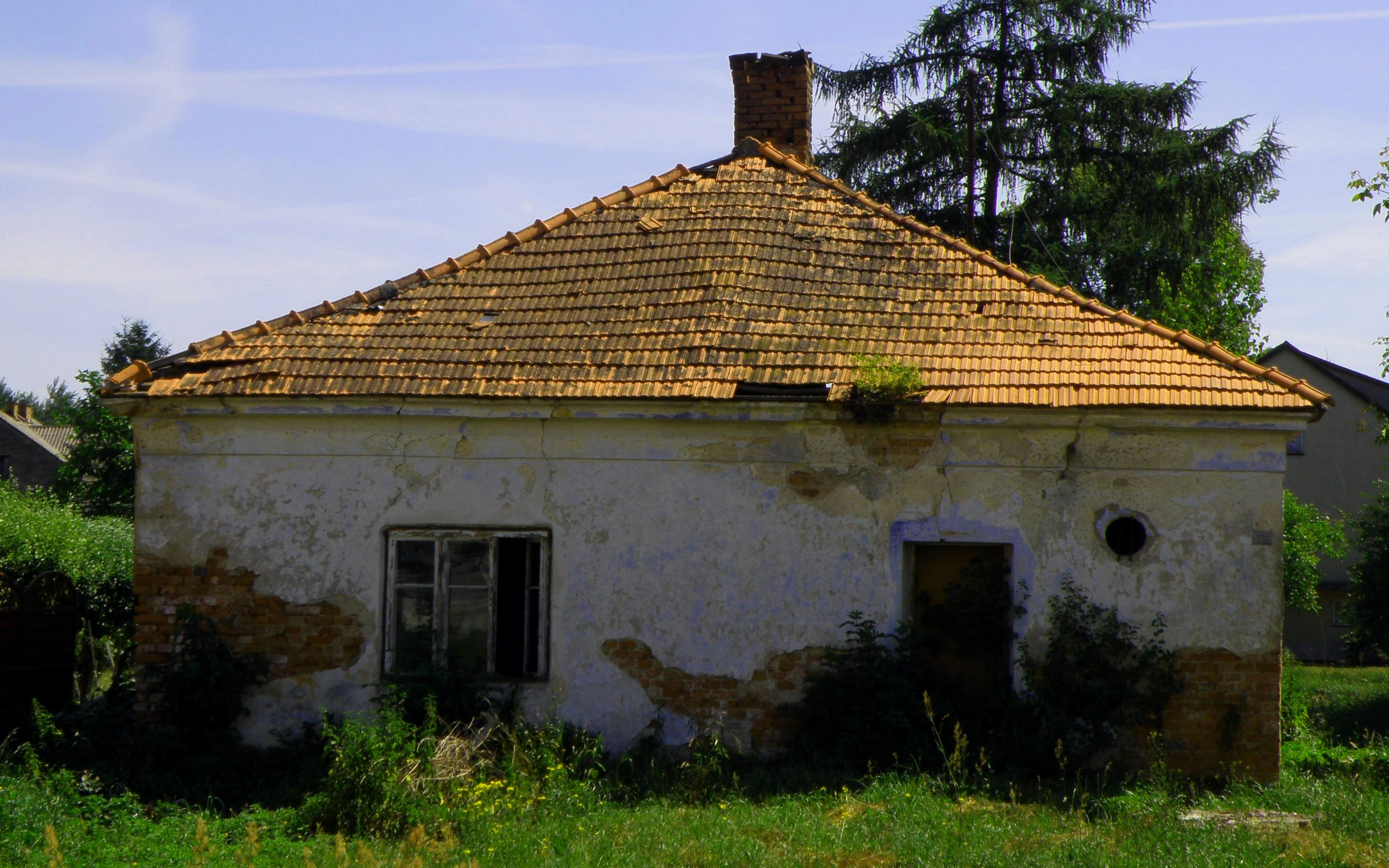
Najstarszy budynek użytku publicznego w Borzęcinie: pochodzący z 1845 szpital (tak dawniej w języku polskim nazywano przytułek) dla ubogich

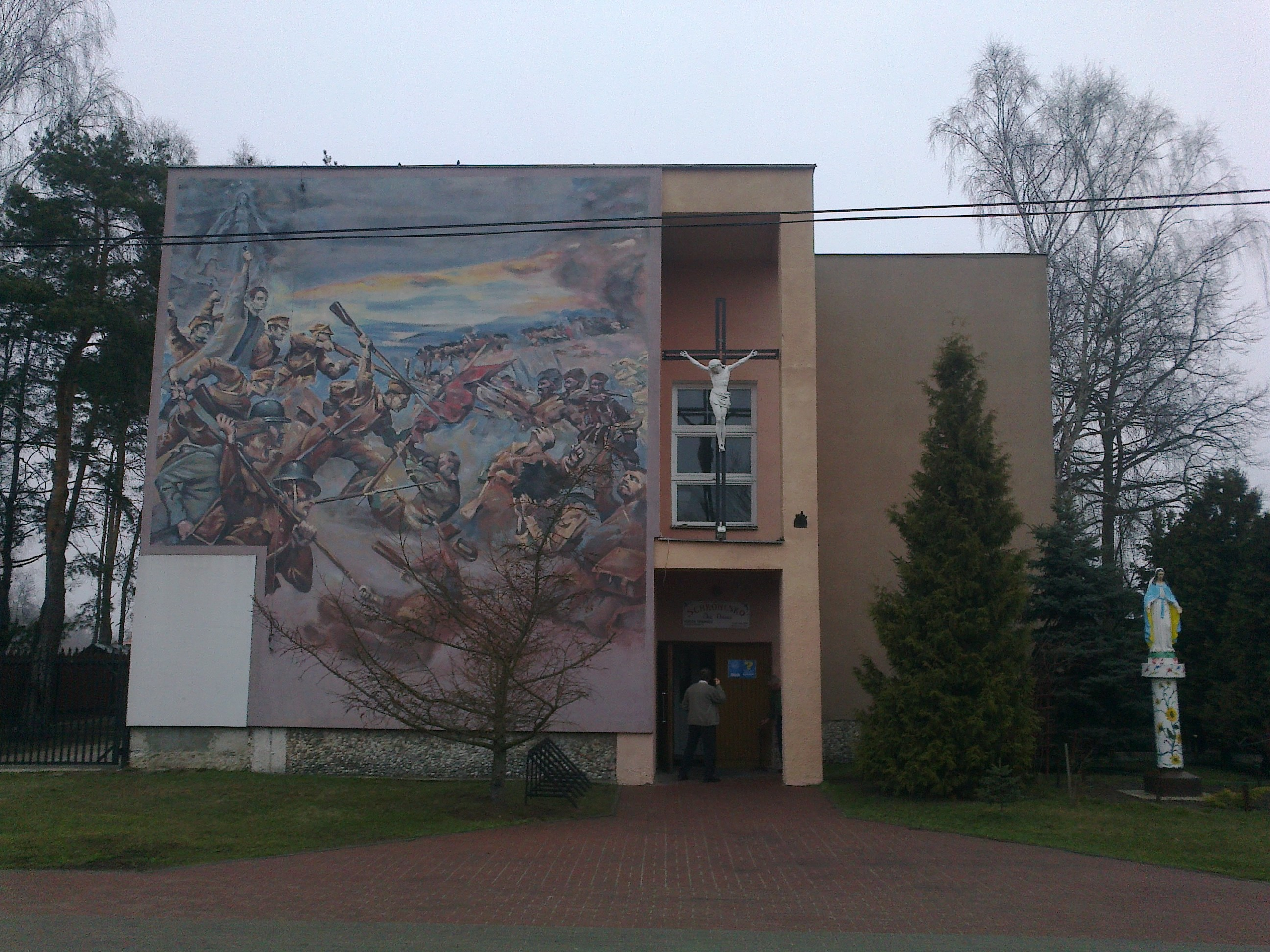
Schronisko dla bezdomnych Don Orione w Czarnej koło Wołomina

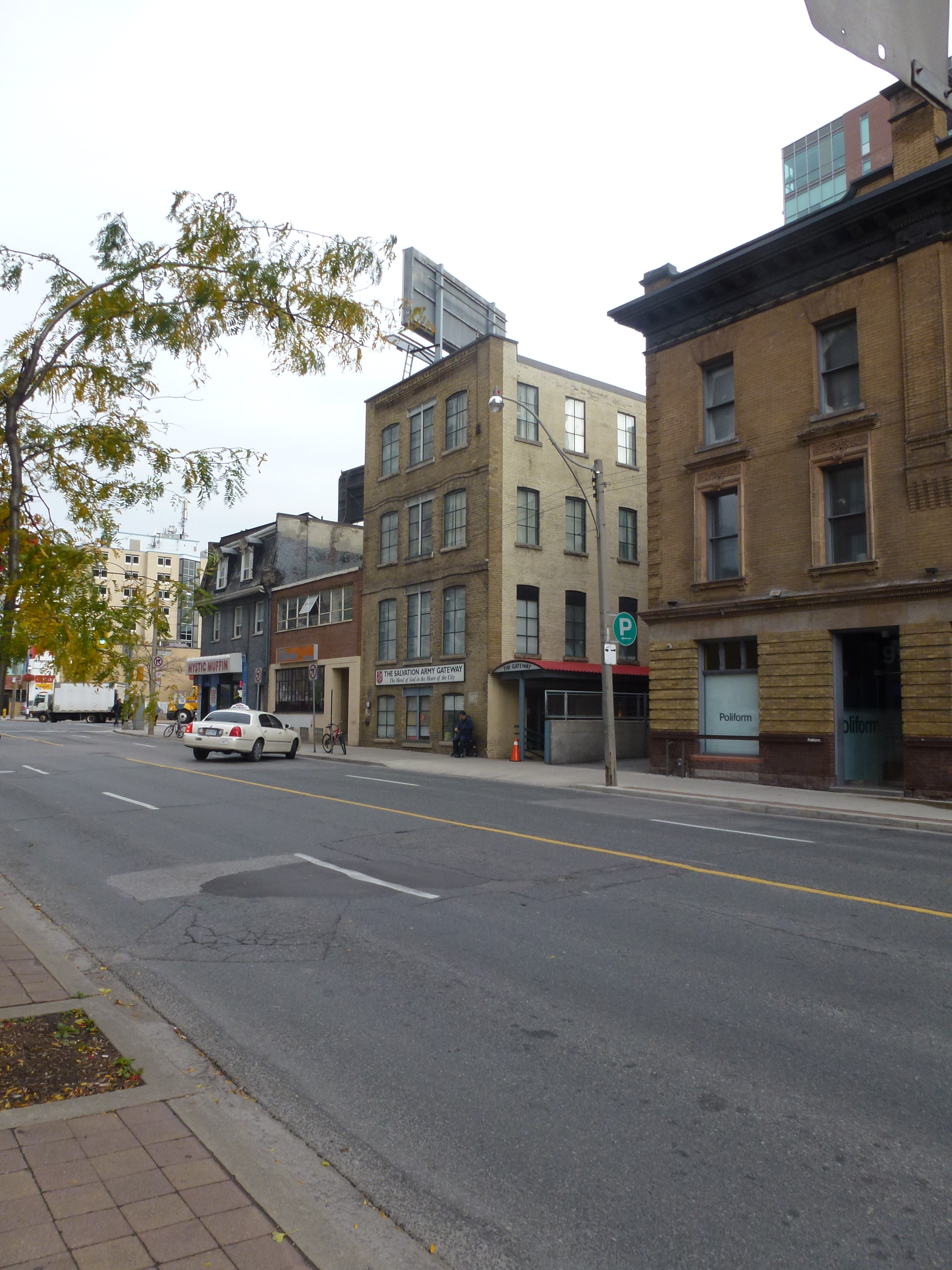
Schronisko Dobrego Pasterza, prowadzone przez Armię Zbawienia w Toronto

Schroniska dla bezdomnych – przeznaczone są dla osób, które nigdzie nie są zameldowane, często nie posiadają dowodów tożsamości i stałych źródeł dochodu. Prowadzone są przez organizacje pozarządowe (zakony, fundacje, stowarzyszenia itp.). Na swoją działalność pozyskują fundusze w większości od sponsorów, a w mniejszym stopniu i od władz lokalnych na terenie, na którym funkcjonują.
Do zadań schroniska należy:
- zaspakajanie podstawowych potrzeb bytowych (zapewnienie bezpiecznego schronienia, wyżywienie, odzież);
- pomoc w leczeniu wszelkiego rodzaju chorób i uzależnień;
- pozyskiwanie miejsc pracy dla podopiecznych;
- pomoc w powrocie do społeczeństwa, uczestnictwo w życiu społecznym i rodzinnym

Według danych „Bazy danych - organizacje pozarządowe” w Polsce w marcu 2008 znajdowało się 241 schronisk dla bezdomnych i noclegowni, a w 2018 – 397 dla 18 700 osób.